# 胡桥乡
胡桥乡，是中华人民共和国河南省商丘市夏邑县下辖的一个乡镇级行政单位。

## 行政区划
胡桥乡下辖以下地区：
桥南村、陈王楼村、孙王楼村、桥北村、胡营村、丘庄村、二里村、刘庄村、陡河村、陈岗村、新桥村、朱沟村、崔集村、大鲁洼村、李黑楼村、陆湾村、刘井村、胡庄村、陈营村、丁王集村、程庄村、赵楼村、梅庄村、李仙庙村、李王庄村、程楼村、姜楼村、胡楼村、尹庄村、高庄村、吴代庄村、李楼村和蒋楼村。